# Marmylida marginella
Marmylida marginella är en skalbaggsart som beskrevs av Fabricius 1775. Marmylida marginella ingår i släktet Marmylida och familjen Cetoniidae. Inga underarter finns listade i Catalogue of Life.